# Ланс (округ)
Ланс (фр. Lens) — округ (фр. Arrondissement) во Франции, один из округов в регионе О-де-Франс. Департамент округа — Па-де-Кале. Супрефектура — Ланс.
Население округа на 2019 год составляло 368 233 человека. Плотность населения составляет 1 048 чел./км². Площадь округа составляет 351,5 км².

## Состав
Кантоны округа Ланс (с 1 января 2017 года):
- Авьон
- Арн
- Бюлли-ле-Мин
- Венгль
- Карвен
- Ланс
- Льевен
- Энен-Бомон-1
- Энен-Бомон-2

Кантоны округа Ланс (с 22 марта 2015 года по 31 декабря 2016 года):
- Авьон (частично)
- Арн (частично)
- Бюлли-ле-Мин (частично)
- Венгль
- Карвен
- Ланс
- Льевен (частично)
- Не-ле-Мин (частично)
- Энен-Бомон-1
- Энен-Бомон-2

Кантоны округа Ланс (до 22 марта 2015 года):
- Авьон
- Арн
- Бюлли-ле-Мин
- Венгль
- Карвен
- Курьер
- Ланс-Нор-Уэст
- Ланс-Нор-Эст
- Ланс-Эст
- Лефоре
- Льевен-Нор
- Льевен-Сюд
- Монтиньи-ан-Гоэль
- Нуайель-су-Ланс
- Рувруа
- Сен-ан-Гоель
- Энен-Бомон